# Покровський Ерік Костянтинович
Ерік Костянтинович Покровський (19 жовтня 1927, селище Дедєнєво, тепер Дмитровського району Московської області, Російська Федерація — 2002, місто Сімферополь Автономної Республіки Крим) — український радянський діяч, 1-й секретар Сімферопольського міського комітету КПУ Кримської області. Депутат Верховної Ради УРСР 9—10-го скликань. Член Ревізійної Комісії КПУ в 1981—1986 роках.

## Біографія
Народився в родині вчителя.
У 1946—1948 роках — служба в Радянській армії.
У 1948—1949 роках — газорізальник монтажної дільниці «Стальмонтаж» у селищі Сімеїзі, місті Ялті; вихователь молоді у гуртожитку на будівництві піонерського табору «Артек» імені Молотова Кримської області РРФСР. У 1949—1950 роках — інструктор Ялтинського міського комітету ВЛКСМ Кримської області.
У 1950—1951 роках — 2-й секретар, а у 1951 році — 1-й секретар Алуштинського районного комітету ВЛКСМ Кримської області.
У 1951—1955 роках — завідувач відділу сільської молоді, секретар, 2-й секретар Кримського обласного комітету ЛКСМУ.
Член КПРС з 1952 року.
У вересні 1955 — червні 1959 року — 1-й секретар Кримського обласного комітету ЛКСМУ.
У травні 1959 — 1964 року — 1-й секретар Балаклавського районного комітету КПУ міста Севастополя.
Освіта вища. У 1960 році закінчив заочну Вищу партійну школу при ЦК КПРС.
У 1964—1970 роках — 1-й секретар Алуштинського міського комітету КПУ Кримської області.
У 1970—1974 роках — завідувач відділу легкої і харчової промисловості Кримського обласного комітету КПУ.
19 січня 1974 — 1984 року — 1-й секретар Сімферопольського міського комітету КПУ Кримської області.
У 1985—1993 роках — завідувач Кримського відділення видавництва «Известия».
Потім — на пенсії в місті Сімферополі.

## Нагороди
- три ордени Трудового Червоного Прапора (1958, 1971, 1976)
- два ордени Знак Пошани (1967, 1981)
- медалі
- Почесна грамота Президії Верховної Ради Української РСР (1977)